# Julius Caspar Ziegler
Julius Caspar Ziegler (* 16. Februar 1806 in Schaffhausen; † 6. Januar 1862 ebenda) war ein Schweizer Jurist, Gutsbesitzer und Politiker.

## Biografie
Geboren als Sohn des reformierten Pfarrers Johann Franz Ziegler studierte Julius Caspar Ziegler von 1828 bis 1830 in Göttingen und Heidelberg Rechtswissenschaften. In Göttingen wurde er 1828 Mitglied des Corps Helvetia. In Heidelberg schloss er sich 1830 dem Corps Alemannia an. Nach Abschluss des Studiums bewirtschaftete er in Schaffhausen seinen Gutshof. Von 1833 bis 1835 war er Mitglied des Appellationsgerichts. Von 1836 bis 1861 war er Präsident des Bezirksgerichts Schaffhausen und von 1837 bis 1839 Präsident des Kantonsgerichts. In der Zeit von 1840 bis 1846 fungierte er als Verhörrichter. Politisch war Ziegler auf kommunaler, Kantons- und Bundesebene tätig. Von 1836 bis 1843 und von 1848 bis 1862 war er Mitglied des Grossen Stadtrats von Schaffhausen, dessen Präsident er von 1848 bis 1861 war. 1847 gehörte er dem Kleinen Stadtrat an. Von 1838 bis 1839 und von 1843 bis 1861 gehörte er dem Schaffhauser Kantonsrat an. Von 1857 bis 1859 war er Liberales Mitglied des Schweizer Ständerats. Obgleich anfänglich konservativ gesinnt, bejahte er die neue Bundesverfassung von 1848. Sein Engagement galt dem Verkehrswesen. Er förderte die Beteiligung der Stadt Schaffhausen an der Rheinfallbahn.